# Тесторф-Штайнфорт
Тесторф-Штайнфорт (нем. Testorf-Steinfort) — община в Германии, районный центр, расположен в земле Мекленбург-Передняя Померания.
Входит в состав района Северо-Западный Мекленбург. Подчиняется управлению Грефесмюлен-Ланд. Население составляет 651 человек (на 31 декабря 2010 года). Занимает площадь 23,86 км².